# شرطة دينية

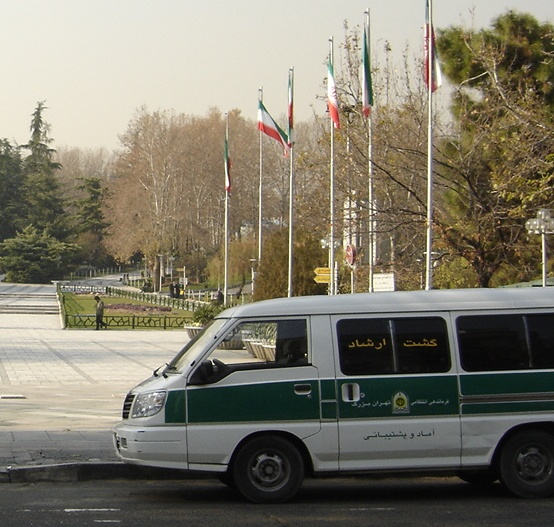

الشرطة الدينية هي قوات من الشرطة تكون مسؤولة عن تنفيذ الشرائع التي أتت بها الأديان وما يرتبط بها من القوانين.
معظم الشرط في العالم الحديث موجودة في الدول الإسلامية مثل في المملكة العربية السعودية هيئة الأمر بالمعروف والنهي عن المنكر وفي إيران الباسيج.